# Димо Стоянов
Димо Стоянов е български музикант, композитор, актьор и певец. Той е съосновател, вокалист и фронтмен на група ПИФ, както и основния автор на текстовете на песните на групата.

## Биография
Роден е на 16 юли 1975 г. във Варна. Израства в Гръцката махала в родния си град. Баща му работи като озвучител в детския пантомимен куклен театър „Щурче“, където и баба му е реквизитор. За първи път се докосва до музиката като много малък, когато започва да свири на цигулка, която по-късно заменя с китара. Във втори клас влиза в детската театрална група „Щурче“, където се запознава с бъдещи големи имена на българската театрална сцена като Мариус Куркински и Невена Бозукова от Аламинут. По-късно влиза в класа на Николина Георгиева, която е основателка на куклената катедра в България.
Завършва Химическия техникум във Варна. Чрез баща си, който често пътува в чужбина по работа, Димо успява да се докосне до най-популярната за това време световна и недостъпна в България музика. Възпитаник е на Националната академия за театрално и филмово изкуство „Кръстьо Сарафов“.
През 2001 г. музикантът се развежда с първата си съпруга. През 2012 г. Димо Стоянов се запознава с втората си съпруга – кастинг-режисьорката Люба Пиперова-Стоянова. Двамата имат и две дъщери.
Умира на 21 декември 2020 г. вследствие на усложнения от Коронавирусна болест 2019.

### Музикална кариера
Всичко започва от любителски събирания за импровизирани репетиции на група приятели от блока в мазето на Димо. Като озвучител баща му успява да им помогне с нужното оборудване и техническа настройка. По-късно отива на прослушване за вокалист на група Тартор, където много го харесват, но планът се проваля поради завръщането на предишния вокалист. Въпреки това Димо се присъединява към групата като технически отговорник.
Когато постъпва в Химическия техникум, решава да сформира собствена група. Успява да убеди тогавашната директорка да отпусне средства за финансиране на училищен музикален състав и така си урежда нужните техника и място за репетиции. Същевременно, покрай Фестивалния комплекс във Варна, Димо става част от местната рок и блус музикална общност. Именно там се запознава с някои от хората, като например китариста Иван Велков, с които полагат основите на групата Resemblance, по-късно преименувана на P.I.F. .